# Cleptes niger
Cleptes niger  (лат.) — вид ос-блестянок рода Cleptes из подсемейства Cleptinae.

## Распространение
Восточная Азия: Китай (Shaanxi). Встречены в июле на высоте 1100 м.

## Описание
Мелкие осы-блестянки, длина около 7 мм; длина переднего крыла около 5 мм.
Тело чёрного цвета с жёлтыми отметинами (на брюшке и лапках). Голова чёрная без металлического блеска. Мандибулы, голени и лапки буроватые. Усики чёрновато-коричневые. Мандибулы с 3 зубцами. У самок 4 видимых тергита (у самцов пять).
Таксон Cleptes niger принадлежит к видовой группе satoi species-group. Вид был впервые описан в 2013 году в ходе ревизии местной фауны китайскими энтомологами Н.Вейем и З.Ксю (Na-sen Wei, Zai-fu Xu; Department of Entomology, College of Natural Resources and Environment, South China Agricultural University, Гуанчжоу, Китай) и итальянским гименоптерологом Паоло Роза (Paolo Rosa; Бернареджо, провинция Монца-э-Брианца, Италия).